# 希德諾維奇
49°43′10″N 22°57′20″E / 49.71944°N 22.95556°E
希德諾維奇（烏克蘭語：Хідновичі），是烏克蘭西部的村莊，隸屬利維夫州的亞沃里夫區。該村處於巴赫塔河畔，始建於1940年，面積1.04平方公里，海拔高度224米，2001年人口428。